# De facie in orbe Lunae
Il De facie in orbe Lunae (lett. "Il volto della Luna", in greco antico: Περὶ τοῦ ἐμφαινομένου προσώπου τῷ κύκλῳ τῆς σελήνης?) è un'opera letteraria di Plutarco, catalogata all'interno dei Moralia, strutturata come un dialogo.

## Struttura
L'autenticità di questo dialogo è stata talvolta messa in discussione, ma senza alcuna ragione plausibile. D'altra parte, nonostante affermazioni contrarie, è certamente mutilo all'inizio, sebbene non si possa dire se molto o poco si sia perso; ciò deriva non solo dalla brusca apertura così come la abbiamo, dalla mancanza di qualsiasi tipo di introduzione e dall'incapacità di identificare l'oratore principale fino a due terzi del dialogo, ma ancor più sicuramente dalla natura del testo nelle frasi iniziali.
Il dialogo riguarda il problema delle macchie lunari, che disegnano sulla Luna le caratteristiche di un voltoː gli interlocutori discutono su cosa siano tali macchie e sulla possibilità che su un corpo celeste vi possano essere imperfezioni, cercando di spiegare il perché delle chiazze nere su un corpo che avrebbe dovuto essere senza macchie, analizzando le teorie della visione. La discussione si conclude con la opinione secondo cui nel nostro satellite ci sarebbe un'altra Terra, con avvallamenti e depressioni, piene d’acqua e d’aria, dove la luce solare si riflette irregolarmente, dando luogo alle grandi macchie scure.
Nel dialogo così com'è il primo oratore è Silla. La sua funzione principale è quella di raccontare il mito che menziona nelle prime parole e che occupa l'ultimo quinto dell'opera; ma interrompe il dialogo vero e proprio per chiedere se sia di una certa difficoltà quanto sta riferendo. È un cartaginese, presumibilmente il Sestio Silla citato da Plutarco nel suo Romolo e che diede una cena per Plutarco a Roma.
Il secondo oratore, contemporaneamente narratore e leader del dialogo, è Lampria, che è anche il narratore del De Defectu Oraculorum, un dialogo in cui interpreta il ruolo principale e che altrove Plutarco chiama fratello.
Apollonide, il terzo oratore, viene subito identificato come esperto di geometria e Lampria indica che la portata e le limitazioni della sua specialità coincidono con quelle di Ippocrate, grande astronomo. Propone obiezioni alla spiegazione di Lampria del "volto" basata su calcoli e terminologia astronomica.
Certamente Aristotele, che propone la teoria ortodossa peripatetica dei corpi celesti, è solo un nome scelto da Plutarco per indicare la scuola che egli rappresenta, mentre la posizione stoica è rappresentata da Farnace, che probabilmente Plutarco sceglie a causa del suo suono asiatico.

## Importanza e fortuna del dialogo
Il dialogo è di interesse storico soprattutto per i numerosi riferimenti a idee scientifiche altrimenti poco o per nulla attestate nell'antichità: contiene uno dei rari riferimenti alla teoria eliocentrica di Aristarco di Samo, e alla polemica tra costui e Cleante; vi è riportata l'idea che anche il Sole e la Luna, come la Terra, attirerebbero a sé le parti di cui sono fatti, e che i gravi cadrebbero verso il centro della Terra, che non necessariamente sarebbe il centro dell'universo; vi compaiono anche l'analogia tra il moto della Luna intorno alla Terra e quello di una pietra fatta roteare in una fionda, che diventerà tipica della fisica newtoniana, e la prima attestazione dell'esperimento mentale di un corpo lasciato cadere in un tunnel attraverso la Terra. 
Il dialogo fu letto e apprezzato da molti scienziati durante il Rinascimento e la Rivoluzione scientifica: Galileo doveva averlo presente durante la stesura del Sidereus Nuncius e, forse, del Dialogo sopra i due massimi sistemi del mondo. Newton lo citava come prova che nell'antichità erano già noti aspetti della sua teoria della gravitazione universale. Keplero ne pubblicò una traduzione in latino, e ne fu ispirato nella scrittura del Somnium, a volte considerato il primo racconto fantascientifico della storia. Forse fu d'ispirazione anche ad Ariosto per l'episodio del viaggio di Astolfo sulla Luna nell'Orlando furioso.